# Oh Well
Oh Well est une chanson du groupe de rock britannique Fleetwood Mac, composée par Peter Green et sortie en 1969. 
La chanson est sortie en premier en tant que single, puis sur des versions revisitées de l'album Then Play On et Greatest Hits en 1971.

## Composition
Oh Well est composée de deux parties, la première partie, Oh Well, Part 1, étant une chanson de blues électrique rapide et la deuxième partie, Oh Well, Part 2, étant une pièce instrumentale très différente à la première partie, avec une influence classique.
Oh Well, Part 1 est considérée par certains critiques comme étant un des premiers croisements entre le blues rock et le heavy metal.
Bien que la chanson ait été enregistrée sur un enregistreur multipiste, elle n'existe pas en véritable stéréo.

## Personnel

### Oh Well Part 1
- Peter Green – chant, guitare électrique, dobro
- Danny Kirwan – guitare électrique
- John McVie – guitare basse
- Mick Fleetwood – batterie, sonnailles, congas, maracas, claves

### Oh Well Part 2
- Peter Green – guitare électrique, guitare classique, guitare basse, violoncelle, timbales, cymbales
- Jeremy Spencer – piano